# Tamalous
Tamalous (em árabe: تمالوس) é uma comuna localizada na província de Skikda, Argélia. De acordo com o censo de 2008, a população total da cidade era de 51 262 habitantes.